# Bradley Marchand
Pour les articles homonymes, voir Marchand.
Bradley Kevin Marchand, dit Brad Marchand, (né le 11 mai 1988, à Halifax, dans la province de la Nouvelle-Écosse, au Canada) est un joueur professionnel canadien de hockey sur glace. Il évolue au poste d'ailier. Il remporte avec le Canada les championnats du monde junior 2007 et championnats du monde junior 2008. Avec les Bruins de Boston, il décroche la Coupe Stanley en 2011. Il remporte à nouveau la Coupe Stanley en 2025 avec les Panthers de Floride.

## Biographie

### Carrière dans la LHJMQ
En 2004, il débute dans la Ligue de hockey junior majeur du Québec avec les Wildcats de Moncton avant d'être échangé en 2006 contre Luc Bourdon des Foreurs de Val d'Or.
En 2006, il est membre de l'équipe LHJMQ lors du défi ADT Canada-Russie de la Ligue canadienne de hockey. La même année, il termine meilleur pointeur des éliminatoires au cours desquels son équipe s'incline en finale face aux Maineiacs de Lewiston. Il est choisi en 2006 au cours du repêchage d'entrée dans la Ligue nationale de hockey par les Bruins de Boston en 3e ronde, en 71e position.
Il représente l'Équipe du Canada de hockey sur glace en sélections jeunes. Il est sélectionné pour le championnat du monde junior 2007. En 2007, il est prend part avec l'équipe LHJMQ au défi ADT Canada-Russie. Le 17 décembre 2007, il est échangé aux Mooseheads d'Halifax en retour de Maxime Sauvé et plusieurs choix de ronde.

### Débuts en professionnels
En 2008, il passe professionnel avec les Bruins de Providence de la Ligue américaine de hockey. Le 21 octobre 2009, il dispute son premier match dans la LNH face aux Predators de Nashville inscrivant sa première assistance. Il s'agit de son unique point en vingt matchs disputés lors de sa première saison dans la LNH.

### La Coupe Stanley
En 2010, il gagne sa place dans l'effectif des Bruins. Il compte 41 points dont 21 buts en 77 parties. Il est, avec cinq buts, le troisième pointeur de la ligue en infériorité numérique derrière le duo des Islanders Frans Nielsen (7 buts) et Michael Grabner (6 buts). Les Bruins terminent en tête de la division Nord-Est. Lors des séries éliminatoires, ils écartent successivement les Canadiens de Montréal 4-3, les Flyers de Philadelphie 4-0 et le Lightning de Tampa Bay 4-3. Les Bruins affrontent les Canucks de Vancouver en finale. Après six rencontres, les équipes sont à égalité, chacune ayant remporté les rencontres à domicile. Le 15 juin 2011, lors du septième match, les Bruins l'emportant 4-0 à la Rogers Arena et décrochent la Coupe Stanley. Marchand compte deux buts et une assistance. Il récolte la troisième étoile du match derrière ses coéquipiers Tim Thomas et Patrice Bergeron. Il marque 19 points en 25 parties. Avec 11 buts, il est devancé d'une unité par son coéquipier David Krejčí, meilleur buteur des séries éliminatoires. Il égalise le total de Jeremy Roenick pour le deuxième total de buts de l'histoire pour une recrue en séries éliminatoires. Le numéro 63 des Bruins reçoit le Trophée du Septième Joueur récompensant le joueur ayant évolué à un niveau plus élevé que celui attendu après un vote des fans des Bruins.
Le 20 septembre 2023, il devient le 27e capitaine de l'histoire des Bruins de Boston et succède à Patrice Bergeron, récemment retraité.
À la date limite des transactions le 7 mars 2025, le capitaine de 36 ans est échangé aux Panthers de la Floride. Les Bruins, qui retiennent 50 % du salaire de Marchand, reçoivent un choix conditionnel de 2e tour au repêchage de 2027.

## Statistiques

### En club
| Saison     | Équipe               | Ligue      |       | Saison régulière | Saison régulière | Saison régulière | Saison régulière | Saison régulière |    | Séries éliminatoires | Séries éliminatoires | Séries éliminatoires | Séries éliminatoires | Séries éliminatoires |
| Saison     | Équipe               | Ligue      | PJ    | B                | A                | Pts              | Pun              | PJ               | B  | A                    | Pts                  | Pun                  |                      |                      |
| 2004-2005  | Wildcats de Moncton  | LHJMQ      | 61    | 9                | 20               | 29               | 52               | 11               | 1  | 0                    | 1                    | 7                    |                      |                      |
| 2005-2006  | Wildcats de Moncton  | LHJMQ      | 68    | 29               | 37               | 66               | 83               | 20               | 5  | 14                   | 19                   | 34                   |                      |                      |
| 2006-2007  | Foreurs de Val-d'Or  | LHJMQ      | 57    | 33               | 47               | 80               | 108              | 20               | 16 | 24                   | 40                   | 36                   |                      |                      |
| 2007-2008  | Foreurs de Val-d'Or  | LHJMQ      | 33    | 21               | 23               | 44               | 36               | -                | -  | -                    | -                    | -                    |                      |                      |
| 2007-2008  | Mooseheads d'Halifax | LHJMQ      | 26    | 10               | 19               | 29               | 40               | 14               | 3  | 16                   | 19                   | 18                   |                      |                      |
| 2008-2009  | Bruins de Providence | LAH        | 79    | 18               | 41               | 59               | 67               | 16               | 7  | 8                    | 15                   | 26                   |                      |                      |
| 2009-2010  | Bruins de Providence | LAH        | 34    | 13               | 19               | 32               | 51               | -                | -  | -                    | -                    | -                    |                      |                      |
| 2009-2010  | Bruins de Boston     | LNH        | 20    | 0                | 1                | 1                | 20               | -                | -  | -                    | -                    | -                    |                      |                      |
| 2010-2011  | Bruins de Boston     | LNH        | 72    | 21               | 20               | 41               | 51               | 25               | 11 | 8                    | 19                   | 16                   |                      |                      |
| 2011-2012  | Bruins de Boston     | LNH        | 76    | 28               | 27               | 55               | 87               | 7                | 1  | 1                    | 2                    | 2                    |                      |                      |
| 2012-2013  | Bruins de Boston     | LNH        | 45    | 18               | 18               | 36               | 27               | 22               | 9  | 4                    | 13                   | 21                   |                      |                      |
| 2013-2014  | Bruins de Boston     | LNH        | 82    | 25               | 28               | 53               | 64               | 12               | 0  | 5                    | 5                    | 18                   |                      |                      |
| 2014-2015  | Bruins de Boston     | LNH        | 77    | 24               | 18               | 42               | 95               | -                | -  | -                    | -                    | -                    |                      |                      |
| 2015-2016  | Bruins de Boston     | LNH        | 77    | 37               | 23               | 60               | 90               | -                | -  | -                    | -                    | -                    |                      |                      |
| 2016-2017  | Bruins de Boston     | LNH        | 80    | 39               | 46               | 85               | 81               | 6                | 1  | 3                    | 4                    | 6                    |                      |                      |
| 2017-2018  | Bruins de Boston     | LNH        | 68    | 34               | 51               | 85               | 63               | 12               | 4  | 13                   | 17                   | 16                   |                      |                      |
| 2018-2019  | Bruins de Boston     | LNH        | 79    | 36               | 64               | 100              | 96               | 24               | 9  | 14                   | 23                   | 14                   |                      |                      |
| 2019-2020  | Bruins de Boston     | LNH        | 70    | 28               | 59               | 87               | 82               | 13               | 7  | 5                    | 12                   | 2                    |                      |                      |
| 2020-2021  | Bruins de Boston     | LNH        | 53    | 29               | 40               | 69               | 46               | 11               | 8  | 4                    | 12                   | 12                   |                      |                      |
| 2021-2022  | Bruins de Boston     | LNH        | 70    | 32               | 48               | 80               | 97               | 7                | 4  | 7                    | 11                   | 10                   |                      |                      |
| 2022-2023  | Bruins de Boston     | LNH        | 73    | 21               | 46               | 67               | 74               | 7                | 4  | 6                    | 10                   | 2                    |                      |                      |
| 2023-2024  | Bruins de Boston     | LNH        | 82    | 29               | 38               | 67               | 78               | 11               | 3  | 7                    | 10                   | 16                   |                      |                      |
| 2024-2025  | Bruins de Boston     | LNH        | 61    | 21               | 26               | 47               | 62               | -                | -  | -                    | -                    | -                    |                      |                      |
| Totaux LNH | Totaux LNH           | Totaux LNH | 1 090 | 422              | 554              | 976              | 1 113            | 157              | 56 | 82                   | 138                  | 159                  |                      |                      |

### Statistiques en équipe nationale
| Année | Équipe        | Évènement                   |    | PJ | B | A | Pts | Pun | +/-           |  | Résultat |
| 2007  | Canada junior | Championnat du monde junior | 6  | 2  | 0 | 2 | 2   | +2  | Médaille d'or |  |          |
| 2008  | Canada junior | Championnat du monde junior | 7  | 4  | 2 | 6 | 4   | +2  | Médaille d'or |  |          |
| 2016  | Canada        | Championnat du monde        | 10 | 4  | 3 | 7 | 10  | +9  | Médaille d'or |  |          |
| 2016  | Canada        | Coupe du monde              | 6  | 5  | 3 | 8 | 8   | +5  | Vainqueur     |  |          |
| 2025  | Canada        | Confrontation des 4 nations | 4  | 1  | 0 | 1 | 0   | 0   | Vainqueur     |  |          |

## Trophées et honneurs personnels

### Ligue de hockey junior majeur du Québec
- 2004 : sélectionné en tant que 24e choix (seconde ronde) par les Wildcats de Moncton
- 2007 : Joueur offensif de la semaine - du 26 novembre au 2 décembre 2007 - 3 matchs, pour 10 points (3 buts + 7 assistances), +3

### Ligue nationale de hockey
- 2016-2017 : nommé dans la première équipe d'étoiles de la ligue[7]
- 2020-2021 : nommé dans la première équipe d'étoiles

### Bruins de Boston
- 2010-2011 : remporte le trophée du Septième Joueur
- 2023-2024 : nommé capitaine des Bruins